# Living in the Material World
Living in the Material World är ett musikalbum från 1973 av George Harrison. Albumet återutgavs i en remastrad utgåva 2006. 
Skivan är ett av Harrisons mest religiösa album med låtar som Give Me Love (Give Me Peace On Earth), The Lord Loves The One That Loves The Lord och The Light Has Lighted The World. Harrison stod för en monoteistisk form av hinduism. Titellåten slutar med raderna Hope to get out of this place by the Lord Sri Krishnas grace, my salvation from the Material World.
Låten "Give Me Love (Give Me Peace on Earth)" var en av Harrisons största hitar som soloartist och blev bland annat etta på Billboard Hot 100.
Living in the Material World är också titeln på en över tre timmar lång film om George Harrison gjord av filmregissören Martin Scorsese 2011.

## Låtlista
Alla låtar är skrivna av George Harrison.
1. "Give Me Love (Give Me Peace on Earth)" - 3:36
2. "Sue Me Sue You Blues" - 4:48
  - En ironisk kommentar till de juridiska krumsprången som följde på Beatles upplösning enligt en tolkning. Enligt en annan tolkning handlar låten om att Harrison stämdes för att låten My Sweet Lord 1970 var för lik en annan låt - He's So Fine med The Chiffons.
3. "The Light that Has Lighted the World" - 3:31
4. "Don't Let Me Wait Too Long" - 2:57
5. "Who Can See It" - 3:52
6. "Living in the Material World" - 5:31
  - En av relativt få sololåtar som nämner övriga Beatlar.
7. "The Lord Loves the One (That Loves the Lord)" - 4:34
8. "Be Here Now" - 4:09
9. "Try Some Buy Some" - 4:08
  - Ursprungligen skriven 1971 för Ronnie Spectors räkning. George återanvände denna inspelning (som ligger något för högt för hans röstomfång).
10. "The Day the World Gets 'Round" - 2:53
11. "That Is All" - 3:43
Bonusspår på nyutgåvan
12. "Deep Blue" 
  - Ursprungligen B-sida till singeln Bangla Desh 1971.
13. "Miss O'Dell" 
  - Ursprungligen B-sida till singeln Give Me Love (Give Me Peace on Earth). Av någon anledning (det tycks ha med trummisens spelande att göra) börjar George skratta under inspelningen och kan sedan inte sluta.

## Listplaceringar
| Lista (1973)   | Position            |
| -------------- | ------------------- |
| Australien     | 1 (Go Set)          |
| Danmark        | 4 (DR "Top 30")     |
| Finland        | 22                  |
| Frankrike      | 10                  |
| Japan          | 9 (Oricon)          |
| Kanada         | 1 (RPM)             |
| Nederländerna  | 5                   |
| Norge          | 4 (VG-lista)        |
| Storbritannien | 2 (UK Albums Chart) |
| Sverige        | 2 (Kvällstoppen)    |
| USA            | 1 (Billboard 200)   |
| Västtyskland   | 20                  |